# Carl Schorlemmer
Carl Schorlemmer (Darmstadt, 30 de setembro de 1834 – Manchester, 27 de junho de 1892) foi um químico alemão.

## Formação e carreira
Filho mais velho do carpinteiro Johannes Schorlemmer e sua mulher Katharine Philippine Schorlemmer. Entre 1850 e 1853 frequentou a escola superior de comércio em Darmstadt. Pelos próximos 2 anos e meio, completou um estágio na farmácia Lindenborn em Groß-Umstadt. Depois de passar no exame de assistente, aceitou um cargo na Schwanenapotheke em Heidelberg.
Em Heidelberg teve a oportunidade de assistir as aulas de Robert Bunsen. Isso o impressionou tanto que ele decidiu se dedicar inteiramente à química. Em 1859 estudou em Gießen por um semestre. No outono do mesmo ano aceitou um cargo de assistente particular de Henry Enfield Roscoe em Manchester, onde apenas dois anos depois tornou professor assistente.
A partir de 1862 dedicou-se a estudos intensivos dos radicais do álcool e dos hidrocarbonetos da série das gorduras. Provou que os hidretos dos álcoois e os hidrocarbonetos, então considerados radicais do álcool, eram a mesma coisa. A halogenização dos hidrocarbonetos, aqui principalmente utilizada, levou-o à descoberta de novas relações isoméricas entre os diferentes halogenetos dos hidrocarbonetos e dos álcoois associados, bem como às suas conversões mútuas e à elucidação da sua constituição. Com exceção do metano e do butano, Schorlemmer estudou toda a gama de parafinas normais até a octanagem e seus derivados, descobrindo o pentano normal, o heptano e o 2,3-Dimetilbutano.
Schorlemmer foi professor de química orgânica em Manchester desde 1874. Foi membro da Sociedade Filosófica desde 1870, da Royal Society desde 1871 e da American Philosophical Society desde 1878. Em 1887 foi eleito membro da Academia Leopoldina. Schorlemmer era membro do Partido Social-Democrata da Alemanha desde 1889 e amigo próximo de Karl Marx e Friedrich Engels, a quem aconselhou em questões científicas. Sua especialidade eram os hidrocarbonetos simples, que ele classificou sob um ponto de vista teórico unificado e alguns dos quais ele foi capaz de apresentar em forma pura pela primeira vez. Por isso, ele também é considerado um pioneiro da petroquímica.

## Honrarias
- O Schorlemmer Memorial Laboratory foi fundado no Owens College (Oxford Street em Manchester) em 1895 e foi o primeiro na Inglaterra a lidar com química orgânica.
- 1888 doutor honoris causa da Universidade de Glasgow[3]
- A Technische Hochschule Leuna-Merseburg levou o nome de Carl Schorlemmer de 1964 até seu fechamento. Um monumento ao cientista ainda pode ser encontrado hoje no lago do campus da Hochschule Merseburg.
- Em Halle (Saale) uma rua (Carl-Schorlemmer-Ring) leva o seu nome. Em Merseburg existe uma rua Carl Schorlemmer e em Leipzig uma Schorlemmerstraße.

## Publicações selecionadas
- H. E. Roscoe: Kurzes Lehrbuch der Chemie. Nach den neuesten Ansichten der Wissenschaft. Mit zahlreichen in den Text eingedruckten Holzstichen. Deutsche Ausgabe unter Mitwirkung des Verfassers bearbeitet von Carl Schorlemmer. Vieweg & Sohn, Braunschweig 1867
- H. E. Roscoe und C. Schorlemmer: Kurzes Lehrbuch der Chemie : nach den neuesten Ansichten der Wissenschaft. - Dt. Ausg. / bearb. von Carl Schorlemmer. 2., nach den neuesten Forschungen verm. und verb. Aufl. - Vieweg, Braunschweig 1868 (Digitalisierte Ausgabe der Universitäts- und Landesbibliothek Düsseldorf)
- H. E. Roscoe und C. Schorlemmer: Kurzes Lehrbuch der Chemie – nach den neuesten Ansichten der Wissenschaft. 2. Aufl. Vieweg & Sohn, Braunschweig 1869
- H. E. Roscoe: Die Spektralanalyse in einer Reihe von sechs Vorlesungen mit wissenschaftlichen Nachträgen. Autorisierte deutsche Ausgabe, bearbeitet von Carl Schorlemmer. Vieweg & Sohn, Braunschweig 1870 online
- Lehrbuch der Kohlenstoffverbindungen oder der organischen Chemie. Vieweg & Sohn, Braunschweig 1871, online im Internet Archive
- H. E. Roscoe, C. Schorlemmer: Ausführliches Lehrbuch der Chemie. Bd. 1. Vieweg & Sohn, Braunschweig 1873
- H. E. Roscoe: Kurzes Lehrbuch der Chemie nach den neuesten Ansichten der Wissenschaft. Mit zahlreichen in den Text eingedruckten Holzstichen und einer farbigen Spectraltafel. Deutsche Ausgabe, unter Mitwirkung des Verfassers bearbeitet von Carl Schorlemmer. 4., nach den neuesten Forschungen verm. u. verb. Aufl. Vieweg & Sohn, Braunschweig 1873
- Manual of the Chemistry of Carbon Compounds, or organic chemistry. London 1874
- Lehrbuch der Kohlenstoffverbindungen oder der organischen Chemie. 2. verb. Aufl. Vieweg & Sohn, Braunschweig 1874
- H. E. Roscoe: Kurzes Lehrbuch der Chemie. Nach den neuesten Ansichten der Wissenschaft. Mit zahlreichen in den Text eingedruckten Holzstichen. Deutsche Ausgabe unter Mitwirkung des Verfassers bearbeitet von Carl Schorlemmer. 5. verb. Aufl. Vieweg & Sohn, Braunschweig 1875
- H. E. Roscoe; C. Schorlemmer: A Treatise on chemistry. Vol. 1–3, London, New York 1877–1892
- H. E. Roscoe; C. Schorlemmer: A Treatise on chemistry. 2nd ed. London, New York 1878
- H. E. Roscoe; C. Schorlemmer: Ausführliches Lehrbuch der Chemie. 4 Bde. Vieweg & Sohn, Braunschweig 1877–1889
- H. E. Roscoe: Kurzes Lehrbuch der Chemie. Nach den neuesten Ansichten der Wissenschaft. Mit zahlreichen in den Text eingedruckten Holzstichen. Deutsche Ausgabe unter Mitwirkung des Verfassers bearbeitet von Carl Schorlemmer. 6. verb. Aufl. Vieweg & Sohn, Braunschweig 1878
- The rise and development of organic chemistry. Manchester und London 1879
- H. E. Roscoe u. Carl Schorlemmer: Kurzer Lehrbuch der Chemie nach neuesten Ansichten der Wissenschaft. 7. verb. Aufl. Vieweg & Sohn, Braunschweig 1882
- Origine et Développement de la Chimie organique. Ouvrage traduit de l´anglais avec autorisation de l´auteur par Alexandre Clapéde. Paris 1885
- Lehrbuch der Kohlenstoffverbindungen oder der organischen Chemie. Braunschweig 1886
- Der Ursprung und die Entwickelung der organischen Chemie. Vieweg & Sohn, Braunschweig 1889, online im Internet Archive
- Carl Schorlemmer: Ursprung und Entwicklung der organischen Chemie. (Ostwalds Klassiker der exakten Wissenschaften, Vol. 259), Akademische Verlagsgesellschaft Geest und Portig, Leipzig 1984